# Porcelænshaven
Porcelænshaven er et bygningskompleks fra 1880'erne, der er beliggende på Frederiksberg og som har sit navn efter Den Kongelige Porcelænsfabrik, der tidligere havde sin produktion på stedet. Området blev i løbet af 2000'erne omdannet til et blandet kvarter bestående af boliger, erhverv og uddannelse.
Området er cirka fem hektar stort og er beliggende på hjørnet af Søndre Fasanvej og Smallegade og grænser op til Frederiksberg Have. Mange af de historiske bygninger er bevaret, blandt andet en markant skorsten og den fredede direktørbolig fra 1908. Copenhagen Business School anvender blandt andet den oprindelige renoverede råstofbygning til undervisningsfaciliteter.

## Historie

### Fabrikkerne
Firmaet E. Nobel byggede en tobaksfabrik på stedet i 1860, men porcelænsproducenten Aluminia erhvervede grunden i 1868 for at bygge en ny fajancefabrik, der åbnede i 1870. I 1882 købte Aluminia Den Kongelige Porcelænsfabrik, der lå i Købmagergade, men som i 1884 flyttede til Frederiksberg.
Den oprindelige fabrik er tegnet af Valdemar Ingemann. Direktørens hus er tegnet af J. E. Gnudtzmann i 1908. Anton Rosen tegnede en anden direktørbolig i 1908, da de to virksomheder får separate ledelser.
Aluminia lukkede i 1969, mens Royal Copenhagen fortsatte med at have deres produktion på stedet indtil 2004, hvor de flyttede til mere moderne faciliteter i Glostrup vest for København. Siden da er det meste af produktionen flyttet til Thailand.

### Ombygning
Sjælsø Gruppen købte grunden i 2002, da Royal Copenhagen traf beslutningen om at flytte.  Omdannelsen af området blev afsluttet i 2007.

## Grønne områder og vartegn
Porcelænshaven har et areal på 72.000 kvadratmeter og rummer flere mindre grønne områder. Bebyggelsen har desuden egen indgang til Frederiksberg Have via vejen Porcelænshaven, der munder ud i Søndre Fasanvej.
Siden grundlæggelsen i 1882 har mange prominente udenlandske gæster under deres besøg plantet træer i området. Lokalplanen for området understregede, at nogle af træerne er i de to højeste kategorier af bevaringsværdi og krævede derfor, at bygherren flyttede dem til et andet sted i området, hvis de ikke kunne blive på deres oprindelige plads.
Så mange af de gamle bygninger som muligt blev bevaret i forbindelse med ombygningen. Beliggende ud til det grønne område på gadehjørnet fungerer en af de gamle skorstene nu som et meget synligt vartegn i området. Endnu en skorsten er bibeholdt i den bagerste del af området.
En tidligere bolig for den administrerende direktør for Den Kongelige Porcelænsfabrik blev fredet i 2004. Den blev tegnet af Anton Rosen i nybarok-stil i 1905, da de to fabrikker fik separate ledelser. 

### Royal Copenhagen Factory Outlet
I nogle af de gamle bygninger (Søndre Fasanvej 9) har Royal Copenhagen et fabriksudsalg. Det sælger 2. kvalitets porcelæn og udgåede produkter. I samme bygning har Georg Jensen også et fabriksudsalg. Georg Jensen har i øvrigt sit hovedsæde i bygningen.
Copenhagen Business School råder over 19.000 kvadratmeter i den sydlige del af området med udsigt over Frederiksberg Have, samt 8.000 kvadratmeter parkeringskælder 
En lav, delvist underjordisk tidligere ovnhal på Søndre Fasanvej fungerer som forhal til et kompleks af tidligere fabriksbygninger. Det er overdækket af tre tøndehvælvinger understøttet af søjler. Bygningen mod syd indeholder boliger for internationale studerende og en kantine. Bygningen mod nord indeholder undervisningslokaler og IT-faciliteter. Bag komplekset ligger en anden bygning, som huser Institut for Interkulturel Kommunikation og Ledelse og Institut for Ledelse, Politik og Filosofi. En anden bygning, længere mod øst, er et tidligere råstoflager, som blev tilpasset sin nuværende anvendelse af Henning Larsen Architects, efter at virksomheden vandt en arkitektkonkurrence i 2006. Det har bevaret sin industrielle karakter på tre sider, men har en glasfacade ud mod parken. Det indeholder nu fleksible studiemiljøer. Den tidligere direktørbolig anvendes også af CBS.

### Boliger
Flere arkitektfirmaer bidrog til området. Juul Frost Arkitekter har tegnet Flora Danica Hus (44 boligforeningsboliger), Fasanhaven (83 ejerlejligheder), Porcelænshus (24 ejerlejligheder), Magnolia Husene (10 tre-etagers rækkehuse), studieboliger (120 stk. 25 – 49 kvm) og bygningerne, der rummer Georg Jensens hovedsæde og fabriksudsalg samt Royal Copenhagens fabriksudsalg. Arkitema har tegnet Fajancehaven (73 ejerlejligheder).
- Gammel bygning
- Bygninger
- Fasanhaven(højre)
- Magnolia hus

## Eksterne links
- Sådan kom porcelænsfabrikken til at ligge på Frederiksberg

55°40′40″N 12°31′24″Ø / 55.67776°N 12.52339°Ø